# عبد الله فرغلي
عبد الله فرغلي (3 مارس 1928 - 18 مايو 2010)، هو ممثل كوميدي مصري. مثٌل في العديد من المسلسلات والمسرحيات ومن المسرحيات التي شارك فيها مدرسة المشاغبين.
ممثل عمل في السينما والمسرح والتلفزيون، حصل على ليسانس آداب وتربية، بدأ العمل في مسرحيات عديدة للفنانين المتحدين مثل حواء الساعة 12، سيدتي الجميلة، مع خالص شكري، سكر زيادة، الزيارة انتهت، الصول والحرامي، حارة الضحك، لعبة الزواج، كتب بعض المسرحيات عمل في العديد من المسلسلات التلفزيونية مثل، أبنائي الأعزاء شكرا، صيام صيام، أنا وأنت وماما في الشمش، وأخو البنات.

## أعماله

### الأفلام
| - جالا جالا:2001-الرجباوي - صعيدي رايح جاي:2001-بهنساوي - الكلام في الممنوع:2000-اللواء عبد الشافي - هيستيريا:1998-سيد الخال زين - حلق حوش:1997-أدهم أبو سوسو - ناصر 56:1996 - لصوص خمس نجوم:1993-أبو ليلى - 2 ضد القانون:1992-أحمد - دليل المرأة الذكية:1990-طبيب - المولد:1989-علي الأعرج | - كراكيب:1989-عبد العال - يا عزيزي كلنا لصوص:1989-عبد الرازق - الدنيا على جناح يمامة:1988-فؤاد بيه - ضربة معلم:1987-حافظ - لعبة الكبار:1987-قرني - فقراء ولكن سعداء:1986-الملواني - مدافن مفروشة للإيجار:1986-عبد المعز باشا - الشقة من حق الزوجة:1985-عبد المقصود - فوزية البرجوازية:1985-عبد الشافي - احترس من الخُط:1984 | - الحريف:1984-رزق الإسكندراني - وداد الغازية:1983-المأمور حموي - مع تحياتي لأستاذي العزيز:1981-مبروك مدرس العربي - قصة الحي الغربي:1979 - أريد حباً وحناناً:1978-سبعاوي - ليالي ياسمين:1978-إسماعيل زوج أخت ياسمين - أونكل زيزو حبيبي:1977-محروس - أين المفر ؟..:1977-منصور - شيلني وأشيلك:1977-محفوظ | - الفاتنة والصعلوك:1974-مدبولي - المخادعون:1973 - شلة المشاغبين:1973-أبو المعاطي - أنت إللي قتلت بابايا:1970-الدكتور قمر - ربع دستة اأشرار:1970 - سفاح النساء:1970-عزوز - عريس بنت الوزير:1970-الطبيب النفسي - العتبة جزاز:1969-مهزوز الطبيب النفسي - أرض النفاق:1968-وكيل الوزارة |

### المسلسلات
| - الجماعة:2010-أحمدي- ضيف شرف - عدّى النّهار:2008-الشعراوي باشا - حاسبوا منه:2007 - أحزان مريم:2006-اللواء رشدي - العمر بالمقلوب:2006 - حدائق الشيطان:2006-بغدادي - علماء على طاولة الشطرنج:2006 - الشارد:2005 - أين ذهب الحب:2005 - القاهرة منفلوط والعكس:2004 - القرار الأخير:2004 - حدث في الهرم:2004 - عيش أيامك:2004 - بياع المواويل:2003 - تحت الريح:2003 - حد السكين:2003 - حكايات زوج معاصر:2003 - الدنيا حظوظ:2002 - أما بعد:2002-عبد العليم - بين شطين ومية:2002 - صنايع صنايع:2002 - عالم بدون أسرار:2002 - إحنا نروح القسم:2001 - البصمة:2000 - الفرار من الحب:2000-العمدة بركات التهامي - أوتار التغريبة:2000 | - تدابير الدنيا:2000 - حروف النصب:2000-عوض أبو حنك - أحلام مؤجلة:1999 - افتح قلبك:1999 - الجذور:1999 - سامحوني ماكنش قصدي:1999-عبد الودود - لن تسرق عمري:1999 - ميراث الشر:1999 - سنوات الشقاء والحب:1998 - شباب رايق جدا:1998-زقزوقي بك - عيون الحب:1998 - يوم عسل يوم بصل:1998-حسان أبو رشا ومها - أحلام الفجر الكاذب:1997 - بوابة الحلواني ج2، 3:1994، 1997-المعلم محمد شعبان - حلم الجنوبي:1997-المستشار أنور - الرجل والليل:1996 - السير على رمال ساخنة:1996 - خالتي صفية والدير:1996-العمدة - شقة الحرية:1996-شريف - الستات ما يعملوش كده:1995-نجيب - أنا إللي أستاهل:1995-فرغلي - حكايات مجنونة:1995 - ساكن قصادي ( ج1):1995 - صباح الورد:1995-عم محمد ضيف الحلقات - موعد مع الغائب:1995 - الشراقي:1994-أبو سيف | - المهر:1994 - ليالي الحب والثأر:1994-المحامي نبيه - ليالي الغضب:1993 - يوميات فكري أباظة:1993 - البحث عن عبده:1992 - بوابة الحلواني ج1-3 :1992-1997-المعلم محمد شعبان - ضمير أبلة حكمت:1991-المنشاوي أبو السعد - ولكنّه الحبّ:1991-عبد العزيز الخروبي - أحلام في الهواء:1990 - قابيل وقابيل:1990 - مذكرات زوج:1990-وكيل الوزارة - الرحلة:1989-محمود الهواري - أنا وأنت وبابا في المشمش:1989-السمري بيه - طيور الزمن الجريح:1989 - الفدّان الأخير:1988-العمدة - برج الأكابر:1987-فرج الطبيلي - الجوارح:1986-الناظر - الكابتن جودة:1986-الناظر - اللاعب والدمية:1986 - المكتوب على الجبين:1986-عزت - سنوات الضحك والدموع:1986-خليل باشا التركي - حلم الليل والنهار:1985 - يوميات نائب في الأرياف:1985 - أخو البنات:1984-عبد الفتاح زوج اعتدال - سيدة الفندق:1984 | - الرحلة 83:1983-مصطفى - عش المجانين:1983 - عصر الحب:1983-فرج - يوميات جاب الله:1983 - الحلوة:1980-الناظر - القضية 80:1980 - زينب والعرش:1980-مختار - صيام صيام:1980-كمال جمعة - أبنائي الأعزاء.. شكرا:1979-محامي - زيارة ودية:1979-المعلم بحبح - سبع صنايع:1979-رئيس التحرير - غريب في المدينة:1979-الدكتور صبري - برج الحظ:1978-الحانوتي - ريش على مافيش:1978 - عودة الروح:1977-بسطامي - نجم الموسم:1977-الأستاذ منصور المحامي - شجرة اللبلاب:1976-ممدوح - وجهة نظر:1973 - عماشة عكاشة:1971 - الدنيا الجديدة - الدنيا مش كده - عباس وحكايته مع الناس - قلوب من بسكويت - لعبة ذكاء:عبد العظيم - وتبقى الأرض دائما |

### المسرحيات
| - ٧٢٧:1994-دسوقي - اثنين في قفة:1993 - صفقة بمليون دولار:1992 - البحر بيضحك ليه:1990 - أبو زيد:1988-مرشد أفندي - الصول والحرامي:1987-الصول جاب الله - زقاق المدق:1985 | - سكر زيادة:1985 - كلام خواجات:1984-سليمان حسونة - الزيارة انتهت:1983 - لعبة زواج:1983-سليمان الديناري - الغبي وأنا:1981 - الفلوس حبيبتي:1979-السجلابي - إنها حقًا عائلة محترمة:1979-بسيوني أبو الليف | - قصة الحي الغربي:1975 - كبارية:1974 - أولادنا في لندن:1973 - مدرسة المشاغبين:1973-علام الملواني (بعد اعتذار حسن مصطفى) - اللص الشريف:1971 - سيدتي الجميلة:1969-جعيدي / أردخان | - هاللو شلبي:1969-عطوة - حواء الساعة ١٢:1968-عبد المجيد فرغلي - أنا وهي وسموه:1966-عزيز - حارة الضحك - عيلة ما حصلتش:أبو خليل - سلامة - عيلتين في شقة |

### أدوار أخرى
| - سهرة تليفزيونية: بخور عصفور:2005 - سهرة تليفزيونية: عزاء أهل القرية:2005 - سهرة تليفزيونية: كلاكيت آخر مرة:1998-عبده سائق التاكسي - فوازير: خد وهات:1996-مدكور بيه - سهرة تليفزيونية: وجهي القمر:1996 - تمثيلية: جوازة ناقصاها شاهد:1995 - سهرة تليفزيونية: حلو وكداب:1992-فهمي - تمثيلية: حلو وكداب:1992 - سهرة تليفزيونية: كدبة واحدة:1992 - مسلسل إذاعي: كله إلا كده:1992 - سهرة تليفزيونية: أبناء الغربة:1990 | - مسلسل إذاعي :الإمبراطور أبو الدهب:1989-هريدي - مسلسل إذاعي : الدنيا على جناح يمامة:1987-فؤاد بيه - مسلسل إذاعي : ليلة القبض على فاطمة:1983-حبشي - مسلسل إذاعي : حكاية الدكتور مسعود:1979-عبد اللطيف - مسلسل إذاعي: لم نعد جواري لكم:1979 - مسلسل إذاعي : شجرة الحب:1977-توفيق - سهرة تليفزيونية: أبناء القرية - سهرة تليفزيونية: الحب كلمة من حرفين - تمثيلية: الخروج من الشرنقة - سهرة تليفزيونية: الزفة:بسطاوي - مسلسل إذاعي: القاهرة كامل العدد | - سهرة تليفزيونية: القناة 90 - سهرة تليفزيونية: اللصوص:الأسطى محمود - مسلسل إذاعي :إوعى لعقلك:فرحات المحامي - سهرة تليفزيونية:حذاء السيد قشطة - سهرة تليفزيونية: خبر في الصفحة التاسعة - مسلسل إذاعي : رجال لكل الأمور:علام - مسلسل إذاعي: رز الملايكة - مسلسل إذاعي: زمن العطش - مسلسل إذاعي : سلام لحضرة الناظر:شهاب ملك الكباب - مسلسل إذاعي: شلبي فوق السحاب - مسلسل إذاعي: عائلة كيداهم وشركاهم | - مسلسل إذاعي: عبده كاراتية - مسلسل إذاعي: عصر الحب - سهرة تليفزيونية: قلوب صغيرة على الطريق - مسلسل إذاعي :لو كنت منافقا:حيدر - مسلسل إذاعي: ماكنش على البال - سهرة تليفزيونية:مهر العروسة - سهرة تليفزيونية: نجم العائلة - مسلسل إذاعي: هيجننوني - سهرة تليفزيونية: وبالقانون - مسلسل إذاعي : وعاشت بين أصابعه |

### أعمال أخرى
| - تمثيلية: حلو وكداب:1992- مؤلف - مسرحية: سكر زيادة:1985-مؤلف - سهرة تليفزيونية: عش المجانين:1983-مؤلف - مسلسل: عش المجانين:1983-سيناريو وحوار - فيلم: واحدة بعد واحدة ونص:1978-قصة وسيناريو وحوار | - مسرحية: يا حلوة ما تلعبيش بالكبريت:1977-مؤلف - مسرحية: أولاد علي بمبه:1975-مؤلف - مسرحية: الملاك الأزرق:1974-مؤلف - مسرحية: جوازة بمليون جنية:1974-مؤلف - مسرحية: اللص الشريف:1971-مؤلف | - مسرحية: غراميات عفيفي:1970-اقتباس - مسلسل: مصيدة الدكتور غراب:1969-مؤلف - مسرحية: ذات البيجامة الحمراء:1967-اقتباس - مسلسل إذاعي: الماظية-مؤلف - مسلسل: سامحوني ماكنش قصدي:1999-غناء أغاني |

## وفاته
رحل عبد الله فرغلي الثلاثاء 18 مايو 2010، بعد إصابته بأزمة صحية نقل على إثرها إلى العناية المركزة بمستشفى الصفا بالمهندسين.
كان الفنان الراحل قد أصيب بضيق حاد في التنفس، أثناء وجوده بالمنزل، ونقل فورا إلى المستشفى، ليفارق الحياة بعد رحلة طويلة من الفن والإبداع قدم خلالها أعمالا كثيرة مهمة في السينما والتليفزيون والمسرح

## روابط خارجية
- عبد الله فرغلي على موقع IMDb (الإنجليزية)
- عبد الله فرغلي على موقع الدهليز
- عبد الله فرغلي على موقع قاعدة بيانات الأفلام العربية
- عبد الله فرغلي على موقع قاعدة بيانات الفيلم (الإنجليزية)